# Alexeï Avdeïev
Pour les articles homonymes, voir Avdeïev.
Alexeï Alexandrovitch Avdeïev (en russe : Алексей Александрович Авдеев), né le 2 mars 1819[réf. nécessaire] au domaine de Bedykovo (gouvernement de Toula) et mort le 18 mars 1885[réf. nécessaire] à Saint-Pétersbourg, est un architecte russe.

## Biographie
Alexeï Avdeïev est le fils d'un gentilhomme provincial, Alexandre Alexeïevitch Avdeïev, propriétaire d'un domaine près de Toula, et de son épouse, née Marie von Reichenbach. Il poursuit ses études secondaires à l'institut noble de Moscou.
Il fait en 1851 un voyage d'études pour visiter les monuments historiques et architecturaux d'Allemagne, de France, et d'Italie et il écrit ses impressions au journal Le Bulletin de Moscou et pour le recueil du professeur Léontiev, Propylée. 
Avdeïev visite la péninsule de Taman en 1853 et organise des fouilles archéologiques. Il construit aussi en Crimée les édifices suivants :

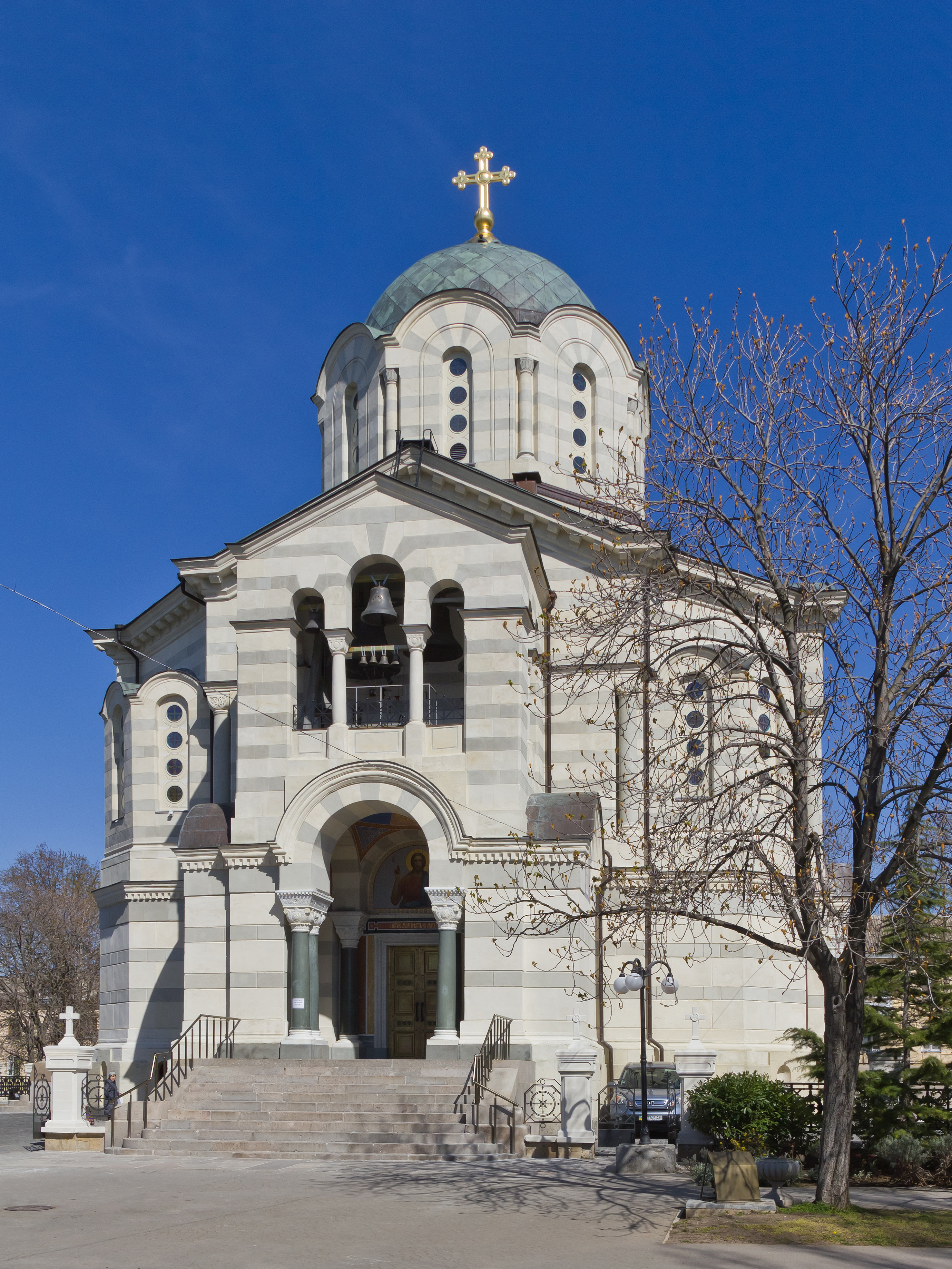
Vue de la cathédrale Saint-Vladimir de Sébastopol

- Église Saint-Nicolas du cimetière militaire de Sébastopol
- Chapelle funéraire du prince Gortchakov, dans ce même cimetière
- Chapelle sur les hauteurs d'Inkermann en mémoire des soldats morts au combat
- Cathédrale Saint-Vladimir de Sébastopol

Il est l'auteur du projet de l'observatoire astronomique de l'université de Moscou qu'il construit en 1854.
Alexeï Avdeïev est l'un des fondateurs en 1865 de la Société d'architecture de Moscou. Il est reçu en 1871 au sein de l'Académie impériale des beaux-arts.
Il meurt en 1885 dans la capitale impériale